# William A. Burt

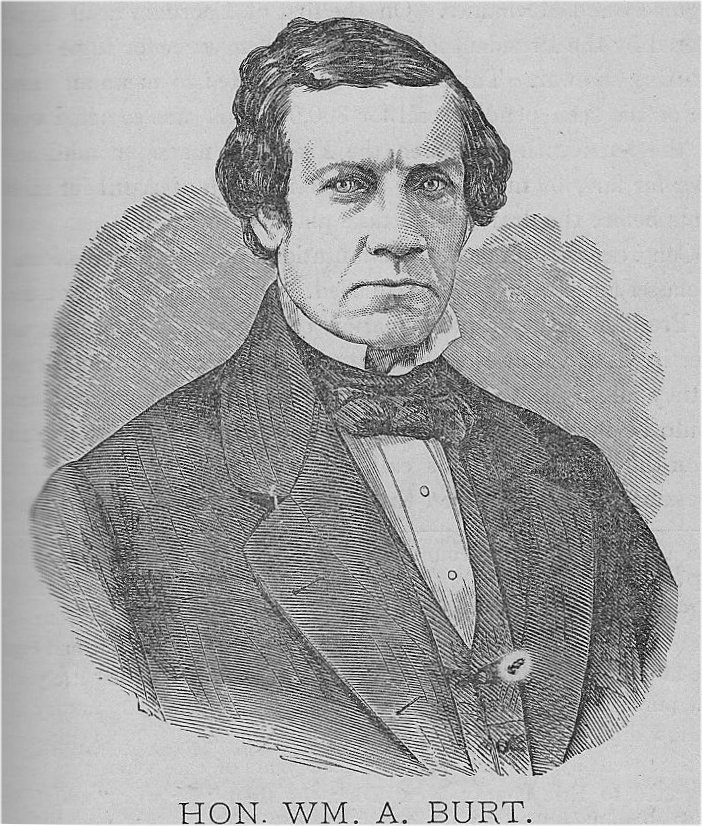
William A. Burt

William Austin Burt (13 tháng 6 năm 1792 – 18 tháng 8,1858) là một nhà phát minh, nhà lập pháp, nhà khảo sát người Mỹ. William Burt là người phát minh, sản xuất và được cấp bằng sáng chế về máy đánh chữ đầu tiên.. Ông được gọi là "người cha của máy đánh chữ". Ông có những khám phá khác về các dụng cụ đo đạc khảo sát. Ông cũng là một nhà khảo sát nổi tiếng. Ông sinh ra ở Worcester, Massachusetts và sống ở Michigan từ năm 1824 đến tận cuối đời, vào năm 1858. Ông là thành viên của Cơ quan lập pháp của Michigan từ năm 1826 đến năm 1827. Ông là Giám đốc sở bưu điện đầu tiên của Mount Vernon từ năm 1832 đến 1856. Năm 1857, Burt đi chuyển đến Detroit, nơi ông mất một năm sau đó.